# پل قوزیوند
پل قوزیوند مربوط به دوره ساسانیان - دوره پهلوی است و در بیستون، شمال شرقی شهر، جاده آسفالته صحنه به کرمانشاه واقع شده و این اثر در تاریخ ۲۳ شهریور ۱۳۸۲ با شمارهٔ ثبت ۱۰۱۶۵ به‌عنوان یکی از آثار ملی ایران به ثبت رسیده است.